# Дом со скульптурой рыцаря (Советск)
Дом со скульптурой рыцаря — архитектурный памятник, находящийся в Советске на пешеходной улице Победы. Здание является объектом культурного наследия. Одно из самых красивых исторических зданий города. Архитектурную уникальность здания подчеркивает большая каменная скульптура рыцаря, находящаяся почти под крышей.

## История
Построено в конце XIX века как доходный дом. То есть в этом здании, которое находилось в самом центре города (прежний адрес — Hohe Straße № 10), богатые люди могли снять квартиру.

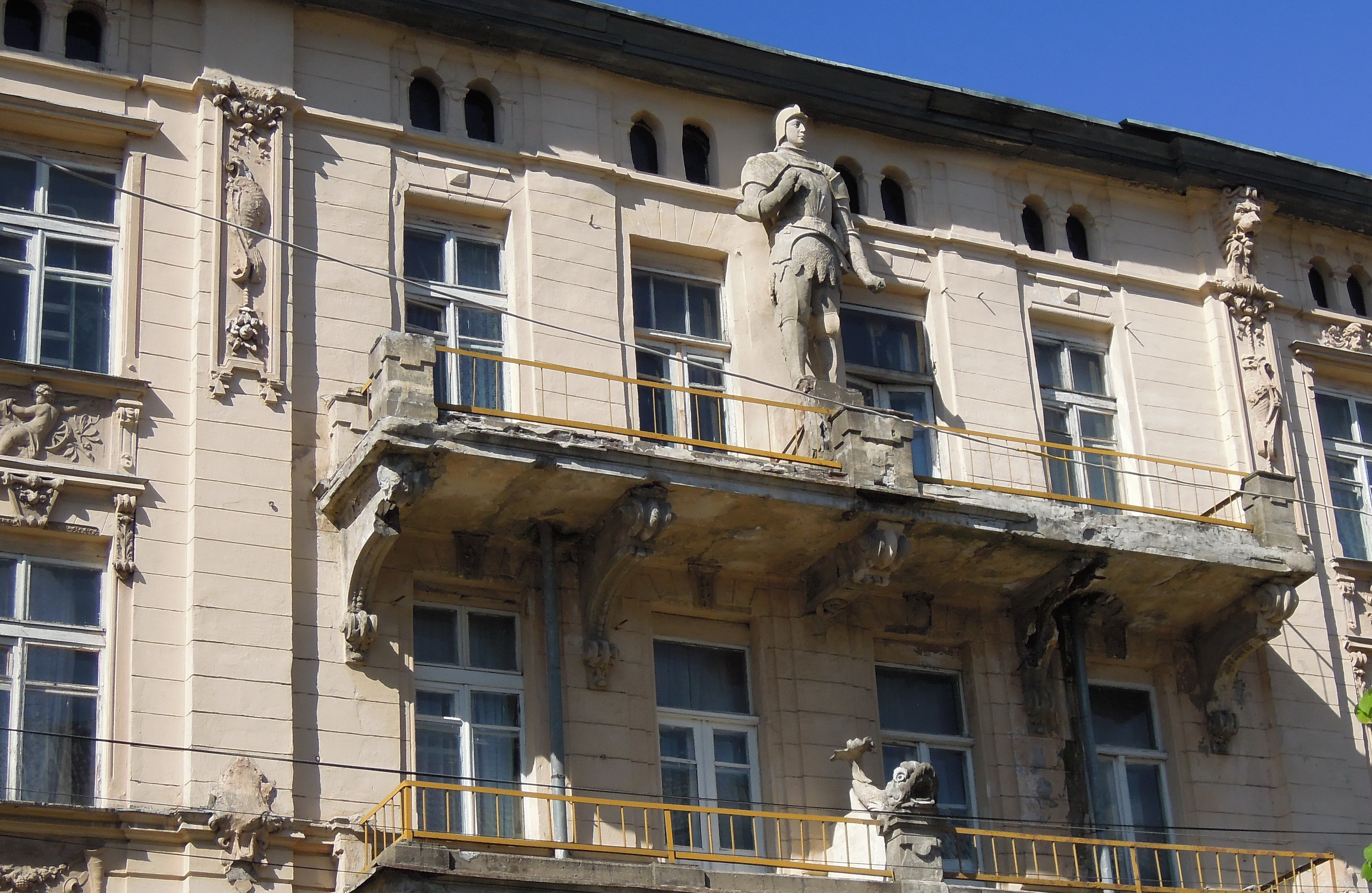
Скульптуры рыцаря и рыбы на фасаде дома

Его первый владелец, человек по фамилии Риттер, решил увековечить себя в камне, чтобы каждый день видеть своё изваяние из окна. Так на фасаде здания появилась большая каменная скульптура рыцаря с мечом.
В 1946 году в здании размещались отделы управления по Гражданским делам. Именно тогда рыцарь лишился меча.
Позже в здании было размещено общежитие одного из учебных заведений города. Сейчас в нём находится общежитие Технологического колледжа города Советска.
До 2015 года здание находилось в ветхом состоянии, позже был проведён его ремонт, в том числе произведена реставрация фасада здания. На фасаде восстановили утраченные в послевоенные годы элементы декоративного оформления. Так, под карнизом появились недостающие три «львиных» маскарона. Таким же образом восполнили пробел над окном четвертого этажа, и возродили «кричащие головы» по обе стороны от балкона второго этажа. Под обоими балконами восстановили консоли, а на балконах ограду. Не остался без внимания и главный объект оформления здания — каменный рыцарь в военных доспехах. В правой руке теперь он держит копье, а в левой — большой щит с гербом города. До этого руки рыцаря десятилетия ничем не были заняты.

## Описание
Одно из красивейших зданий города. Фасад этого здания украшает богатый лепной орнамент — огромные рыбы, звери, лица людей, а на самом верху фасада, на балконе 4-го этажа и карниза стоит огромный каменный рыцарь в военных доспехах. Когда-то он держал в руке меч, но в советское время оружие было утрачено.